# Highbury Square
 (août 2022).
Si vous disposez d'ouvrages ou d'articles de référence ou si vous connaissez des sites web de qualité traitant du thème abordé ici, merci de compléter l'article en donnant les références utiles à sa vérifiabilité et en les liant à la section « Notes et références ».
Highbury Square est un ensemble immobilier à Londres dans le district d'Islington. 
Ce groupe de bâtiments est actuellement situé sur le site de l'ancien stade Highbury de l'Arsenal Football Club.

## À l'origine : Arsène Wenger
Depuis 1996, Arsène Wenger tient les commandes d'Arsenal. Il a obtenu la construction d'un nouveau stade de 60 000 places en 2006 (Emirates Stadium). C'est aussi lui qui a souhaité conserver en partie l'âme de Highbury. L'ambiance de ce stade, assez intimiste (environ 38 500 places), peut être comparée à celle du chaudron stéphanois (Stade Geoffroy-Guichard). L'idée d'un projet immobilier ne vient pas de lui, mais il a participé au projet en servant de consultant dans tous les domaines, depuis le design jusqu'à la taille des baignoires. Robert Pirès, ancien joueur du club, est même propriétaire d'un appartement de ce complexe immobilier. Cette enceinte mythique a été détruite en 2011.

## Du stade aux appartements
La spécificité principale de cet ensemble immobilier est qu'il conserve la forme de l'ancien stade d'Highbury. L'espace préalablement occupé par la pelouse a été transformé en jardins ouverts pour les  habitants.

Ce site est desservi par la station de métro Arsenal.

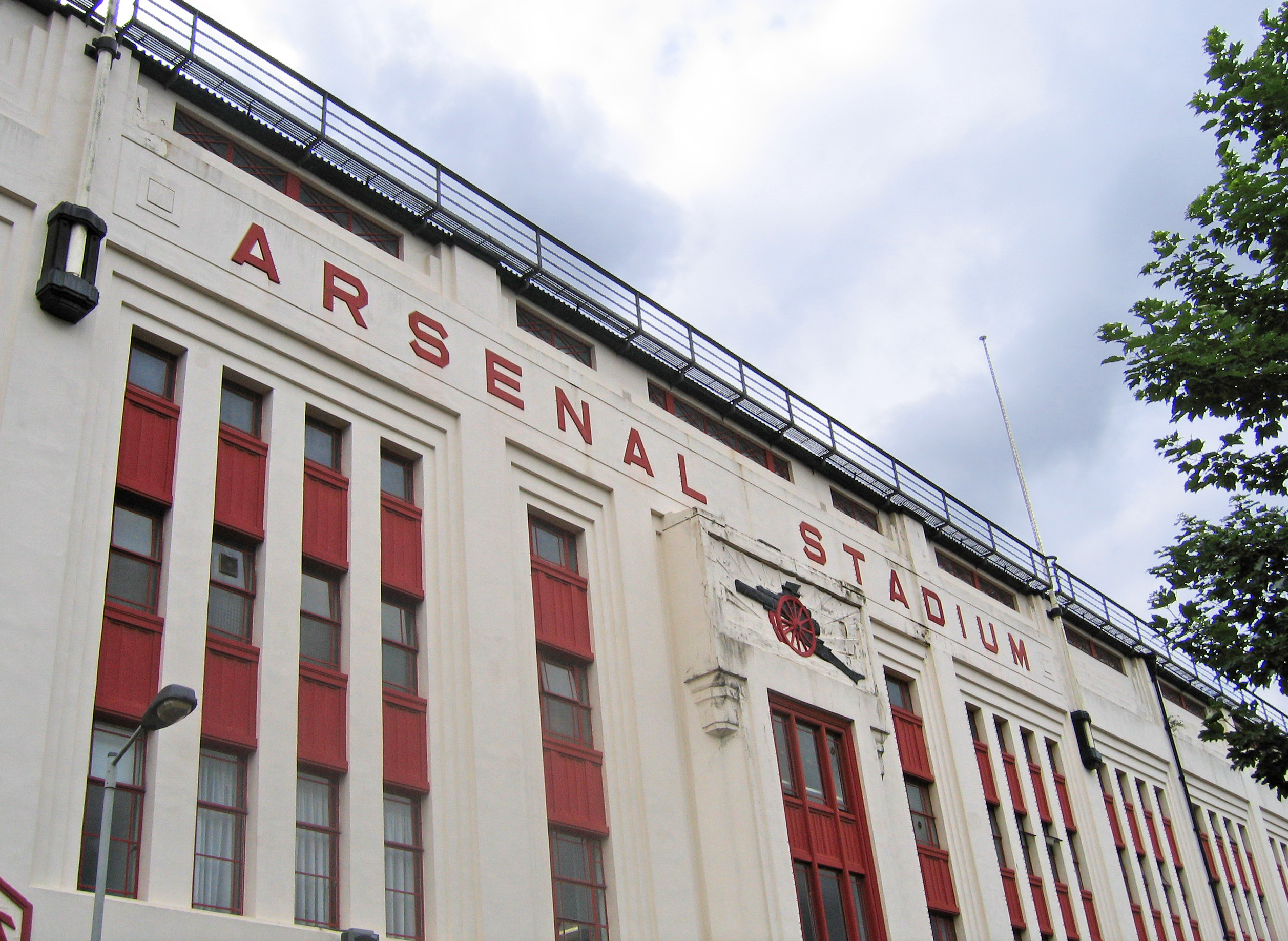
Façade est de Highbury Square
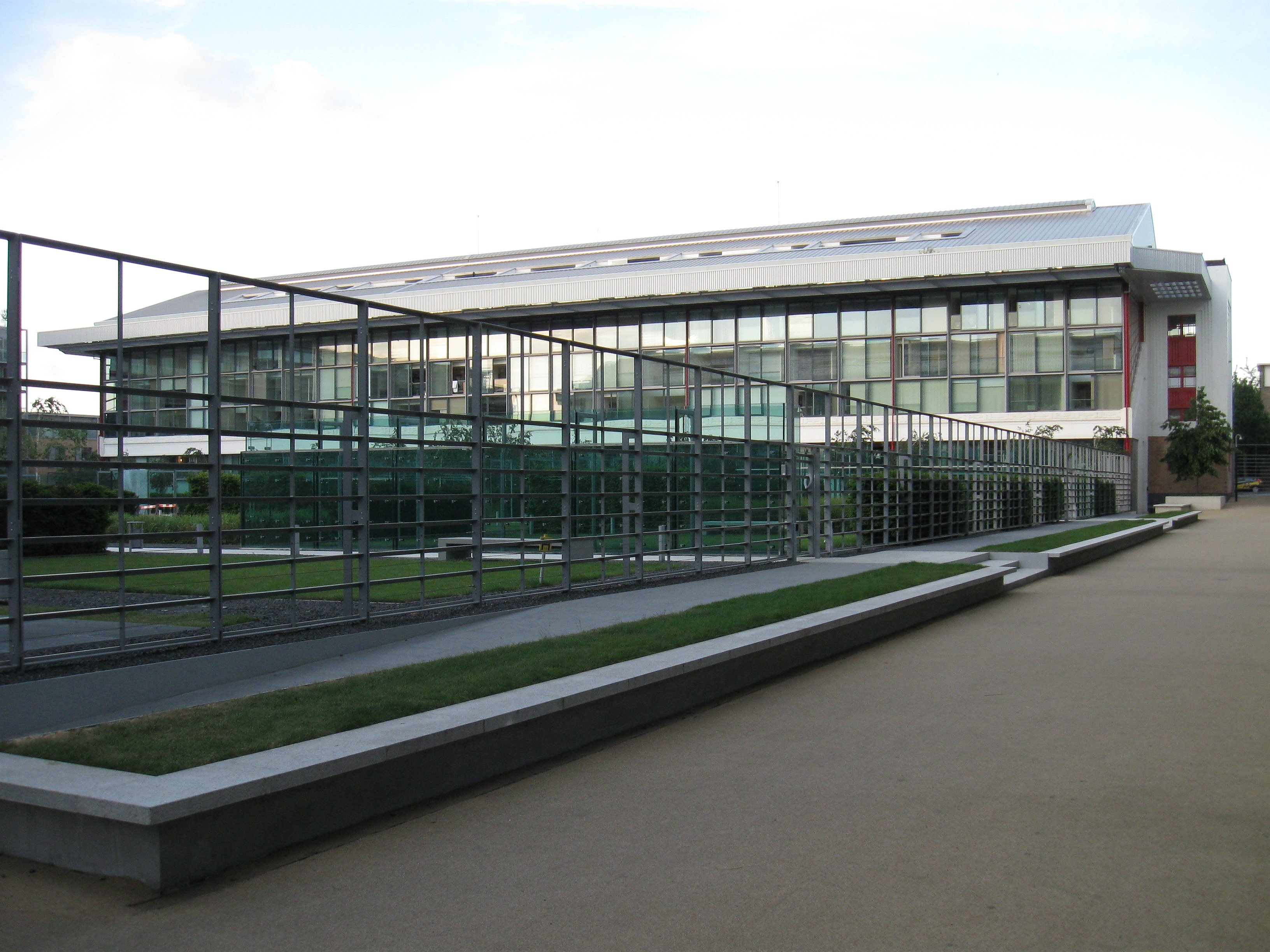
Intérieur
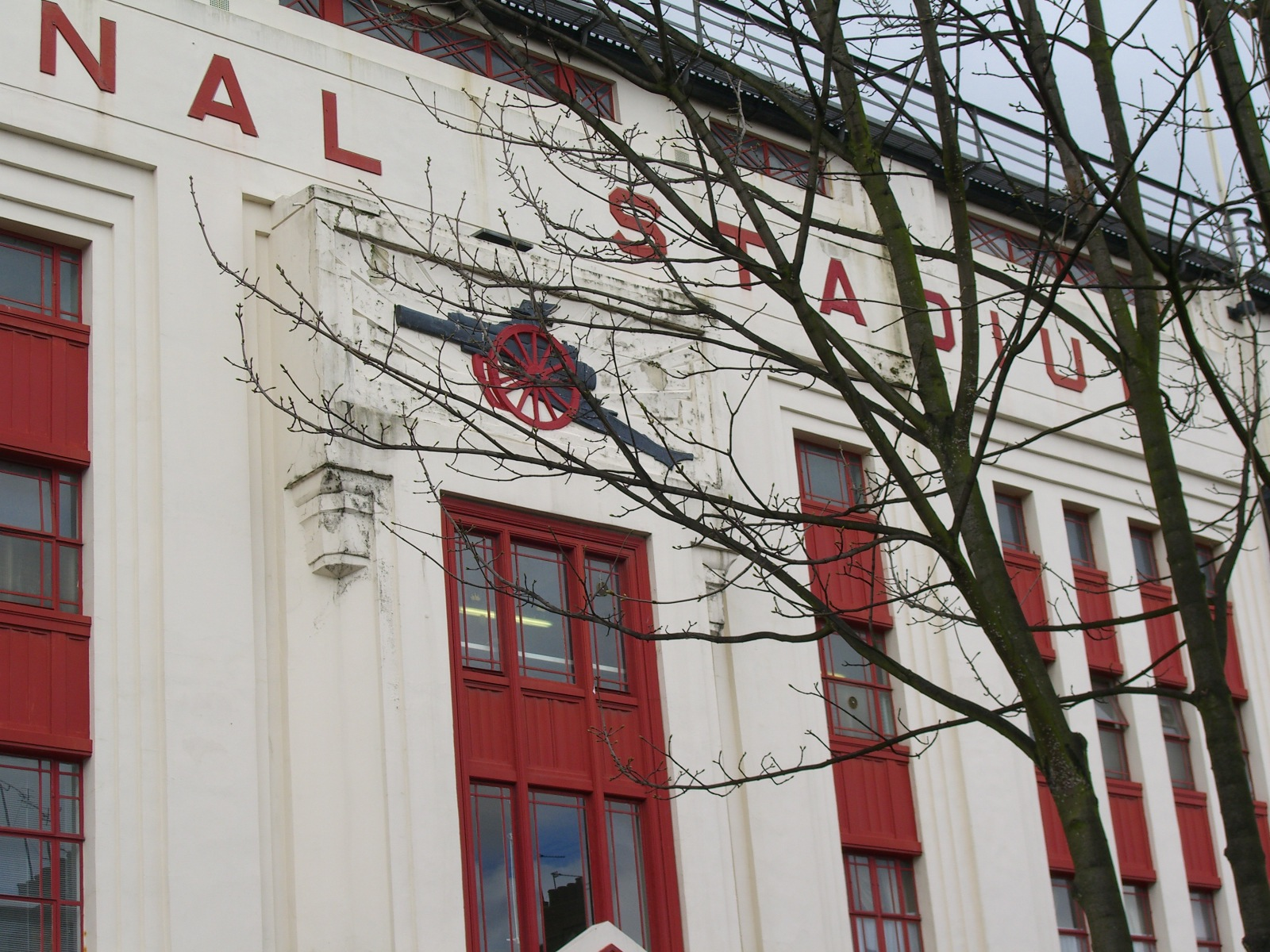
Détail de la façade conservée de l'ancien stade